# Aviceda subcristata
Aviceda subcristata là một loài chim trong họ Accipitridae.

## Hình ảnh

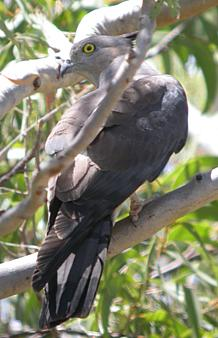